# Jeunesse sportive riscloise
Maillots
Actualités
La Jeunesse sportive riscloise est un club français de rugby à XV situé à Riscle, dans le Gers.
Le club est créé en 1908 et a joué dans l’élite du rugby français durant la saison 1988-1989.
Riscle (1800 habitants) est la plus petite commune à avoir abrité un club de première division.

## La montée historique en première division
Après quatre montées consécutives, de la première série à la deuxième division en 1985, la JSR accède à la première division le 8 avril 1988 sur le stade municipal de Condom en battant Miélan sous l’impulsion de l’ancien numéro 8 lourdais Christophe Terrain.
En lever de rideau et sur le même stade, les juniors remportent la coupe des Provinces devant Narbonne.
Pour la saison 1988-1989, le département du Gers compte donc 4 clubs en première division : Auch, Condom, Lombez et Riscle.
Le club aura alors l’honneur de recevoir le CS Bourgoin-Jallieu de l’international Marc Cécillon et de battre 2 fois (à l’aller et au retour) le club de La Voulte.
Cependant, ne totalisant que ces 2 victoires contre 6 défaites (battus 2 fois par Bourgoin, Tyrosse et Hagetmau), le club gersois sera reversé dans le groupe B de première division.
Avec 2 victoires pour 12 défaites, Riscle termine dernier de sa poule en redescend en deuxième division.

## les années 1990 et 2000
Riscle évolue essentiellement en troisième division dans les années 1990 et 2000.
Relégué en honneur à l'issue de la saison 2013-2014, Riscle remporte le championnat de France Honneur en 2015 et remonte en Fédérale 3.

## Les finales de la Jeunesse sportive riscloise

### En championnat de France de 4esérie
| Date de la finale | Vainqueur | Score | Finaliste    |
| ----------------- | --------- | ----- | ------------ |
| 1955              | JS Riscle | 6 - 3 | RC Ponteilla |

### En championnat de France de 1esérie
| Date de la finale | Vainqueur    | Score  | Finaliste |
| ----------------- | ------------ | ------ | --------- |
| 1982              | AS Capestang | 12 - 3 | JS Riscle |

### En championnat de France Honneur
| Date de la finale | Vainqueur        | Score  | Finaliste                       |
| ----------------- | ---------------- | ------ | ------------------------------- |
| 2015              | JSE SP riscloise | 28 - 5 | US Nantua-Port Rugby Haut-Bugey |

## Palmarès[1]

### Équipe masculine
- Quart de finaliste du championnat de France de deuxième division : 1988
- Champion de France Honneur : 2015
- Champion de France de 4e série : 1955
- Champion d'Armagnac Bigorre Honneur : 1983 et 1999
- Champion d'Armagnac Bigorre 1ère série : 1982 et 1992
- Champion d'Armagnac Bigorre 2ère série : 1953
- Champion d'Armagnac Bigorre 3ème série : 1928

### Équipes de jeunes
- Champion de cadets Teulière : 1998
- Champion de minimes : 1999 et 2003 (UFOLEP)

## Personnalités du club[2]

### Joueurs emblématiques
- Jean-Philippe Cariat
- Christophe Terrain
- Emile Larrouy
- François Quéreilhac
- David Panégos
- Mickaël Bortolussi

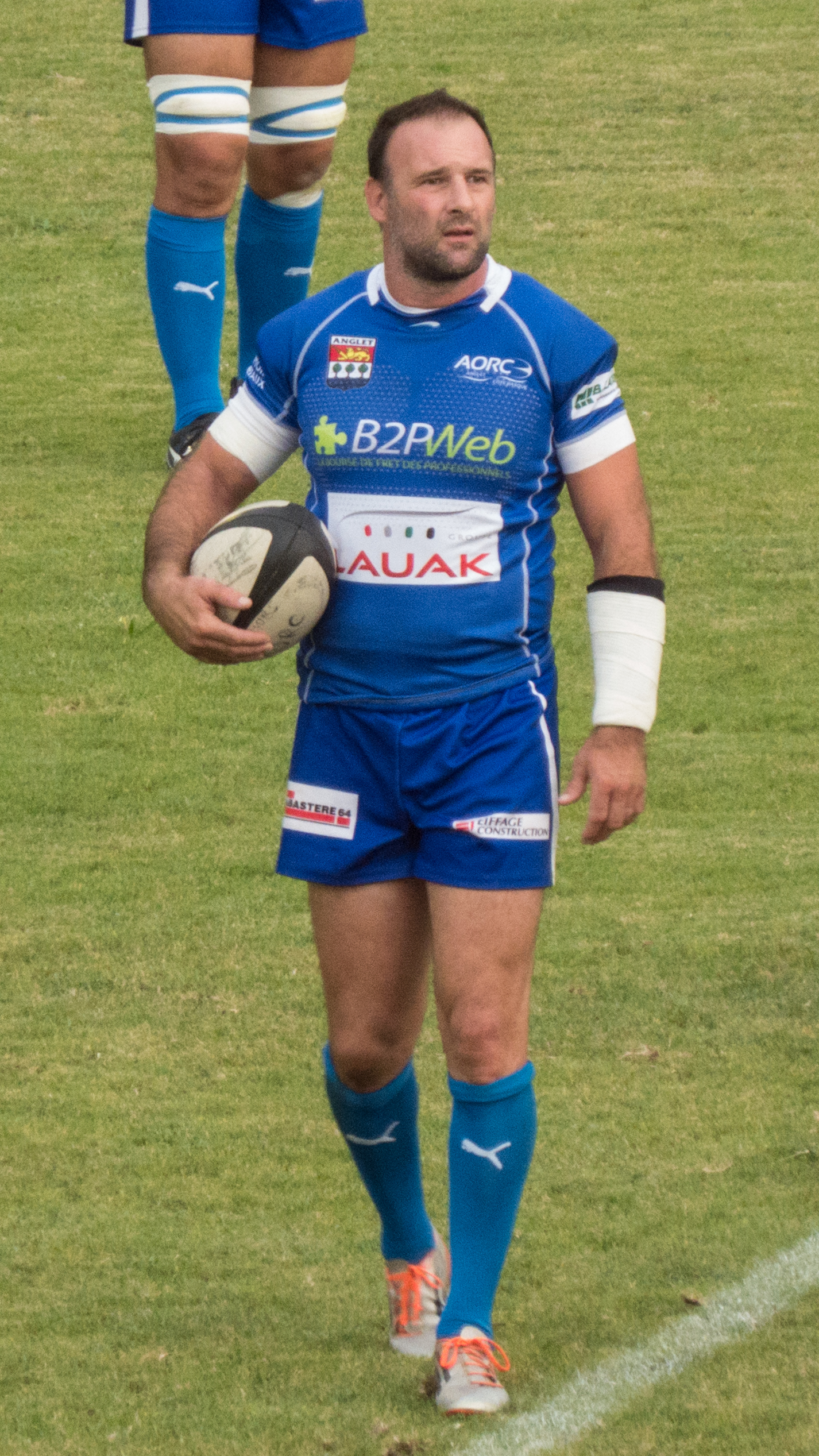
Sébastien Fauqué

- David Bortolussi (16 sélections en équipe d'Italie)[3]
- Romain Terrain
- Sébastien Fauqué
- Morgan Phelipponneau
- Roger Ferrien (4 sélections en équipe de France)
- Victor Nalis
- Marc Laffitte
- Jacques Saint-Guilhem (arbitre international)
- Gérard Lavantés
- Jacques Dementhon
- Arnaud Epito